# 市河麻由美
市河 麻由美（いちかわ まゆみ、1976年5月3日 - ）は、東京都出身の女子陸上競技元選手（長距離走・マラソン）、現指導者。

## 経歴
陸上競技の名門である市立船橋高校在学時は、全国高校女子駅伝にチームが2度目の総合優勝を果たした1年時1992年度は補欠メンバーにも入らず不出場。2年時1993年度と3年時1994年度の2度出場し、それぞれ3区3km区間1位、アンカー5区5km区間2位でいずれもチームは総合3位だった。
高校卒業後は三井住友海上（当時・三井海上）へ所属。なお、市立船橋高陸上部監督だった鈴木秀夫は、1995年に市河の高校卒業・社会人入りと同時に、三井住友海上の監督（2009年に退任）となった。アテネオリンピック女子マラソン5位入賞の土佐礼子や、女子10000m日本記録保持者で北京オリンピック代表の渋井陽子らとは、かつてのチームメートであった。
ハーフマラソンでは、世界ハーフマラソン選手権に2度出場（1996年・1時間13分42秒・18位、1998年・1時間13分16秒・34位）。また1997年のソウル国際ハーフマラソンでは1時間14分32秒、1998年の宮崎女子ロードレースでも1時間12分22秒の各ゴールタイムで、2度の優勝を果たしている。
女子マラソンでは、1997年9月のベルリンマラソンが初マラソン、6位だった（優勝はアイルランドのマッキーナン）。1999年3月名古屋国際女子マラソンでは、10Km過ぎで先頭集団から遅れたもののレース中盤から徐々に追い上げ、日本人トップの2位入賞でゴールした（優勝はロシアのリュボフ・モルグノワ）。
同年8月セビリア世界陸上女子マラソン代表に選ばれたが、本番のレースでは途中10Km地点を過ぎてから転倒によるアクシデントが響いて、17位に終わった（優勝は北朝鮮のチョン・ソンオク、2位に市橋有里。日本女子団体戦では金メダル獲得）。2000年3月の名古屋国際女子マラソンに出走予定だったが、足の故障が回復せずにエントリーを断念、同年9月のシドニーオリンピック女子マラソン代表入りを逃した。
2000年8月北海道マラソンでは、気温30度を超す猛暑の中フルマラソン初優勝を果たして復活を果たす。2001年3月の名古屋国際女子マラソンは7位に留まったものの、マラソンの自己最高記録をマークした（優勝は松尾和美）。同年8月の北海道マラソンでは2位と、惜しくも2連覇はならなかった（優勝は市河と同期生の千葉真子）。
2003年、故障が長引き体力の限界を理由に、同年4月かすみがうら（霞ヶ浦）マラソンの出走を最後に現役を引退。2005年、NSCA公認パーソナルトレーナーの資格を取得。翌2006年にはピラティスインストラクターの資格も取得し、現在は陸上競技の指導者（ランニングアドバイザー）としても活動中。
2006年8月、5年ぶりに真夏の北海道マラソンへ選手としてエントリー、18位でゴール（同レースでは資生堂の吉田香織が初マラソン初優勝。引退レースの千葉真子は11位に終わる）。同年11月、東京国際女子マラソンでは髪を切って原点に戻って初挑戦、冷たく強い風雨の悪条件の中25位（同レースでは元同僚の土佐礼子が優勝、シドニー五輪金メダリストの高橋尚子は3位と敗れた）。同年12月10日のホノルルマラソンは、足の故障により途中棄権した（その後40Km地点から再び出走しゴール地点へ。なおホノルルマラソンの公式サイトは、4時間5分15秒で完走となっている）
2011年6月、サロマ湖ウルトラマラソン（50Km女子の部）に出場、5時間06分46秒で完走を果たした。

## 記録（マラソン）
| 1997年9月26日  | ベルリンマラソン             | 2時間30分26秒 6位（初マラソン）                |
| 1999年3月14日  | 名古屋国際女子マラソン       | 2時間27分57秒 2位                              |
| 1999年8月29日  | セビリア世界陸上女子マラソン | 2時間32分01秒 17位（日本女子団体金メダル獲得） |
| 2000年8月27日  | 北海道マラソン               | 2時間32分30秒 優勝                             |
| 2001年3月11日  | 名古屋国際女子マラソン       | 2時間27分22秒 7位（マラソン自己最高記録）      |
| 2001年8月26日  | 北海道マラソン               | 2時間36分14秒 2位                              |
| 2003年4月18日  | かすみがうらマラソン         | 2時間48分00秒 2位（競技選手としてラストラン）  |
| 2006年8月27日  | 北海道マラソン               | 2時間58分52秒 18位                             |
| 2006年11月19日 | 東京国際女子マラソン         | 2時間49分48秒 25位                             |
| 2006年12月10日 | ホノルルマラソン             | 途中棄権                                       |
| 2007年2月18日  | 東京マラソン2007             | 3時間22分48秒 122位                            |
| 2007年9月9日   | 北海道マラソン               | 3時間04分56秒 20位                             |
| 2008年8月31日  | 北海道マラソン               | 3時間03分40秒 25位                             |
| 2008年11月16日 | 東京国際女子マラソン         | 3時間02分30秒 86位                             |
| 2009年3月22日  | 東京マラソン2009             | 3時間16分46秒 113位                            |

## 自己ベスト
- 10000m 32分19秒69 （1998年5月5日）
- ハーフマラソン 1時間10分23秒 （1997年1月19日）
- マラソン 2時間27分22秒 （2001年3月11日）

## 著作
- 『ランナーズ DVDブック　市河麻由美のラン＆ピラティス』（アールビーズ、2007/10）
- 『誰でも完走できる! ランニング美人』（週刊アスキー編集部(著、編集)、市河麻由美(監修)、アスキー、2008/1、ISBN  978-4756150820）